# Proof of Life
Proof of Life – drugi solowy album Scotta Stappa wydany 5 listopada 2013, osiem lat po jego debiucie.
Kompozycje powstały w wyniku pracy różnych twórców, w tym kilku gitarzystów. Skład twórców był inny od grupy nagrywającej poprzedni solowy album Stappa. 8 października 2013 ukazał się pierwszy singel "Slow Suicide", do którego nakręcono także teledysk w reżyserii Andrew Ganta.

## Lista utworów
1. "Slow Suicide" – 3:27
2. "Who I Am" – 2:43
3. "Proof of Life" – 3:48
4. "New Day Coming" – 3:46
5. "Only One" – 4:46
6. "Break Out" – 3:39
7. "Hit Me More" – 3:25
8. "Jesus Was a Rockstar" – 3:28
9. "Crash" – 4:16
10. "Dying to Live" – 4:06

Best Buy Exclusive
12.	"Beautiful Cage" – 3:28
13.	"Real Love" – 3:48

## Twórcy
- Scott Stapp - śpiew
- Phil X - gitara
- Tim Pierce - gitara
- Scott Stevens - gitara, śpiew w tle
- Tim Pierce - gitara
- Paul Bushnell - gitara basowa
- Kenny Aronoff - perkusja
- Josh Freese - perkusja[9]
- Howard Benson - produkcja, instrumenty klawiszowe
- Lenny Skolnik - programowanie
- Marc VanGool - technik gitarowy
- Chris Lord-Alge - miksowanie